# Тардиф, Екатерина Владимировна
Екатерина Владимировна Тардиф (7 сентября 1978, Москва, Россия) — российский кинорежиссёр, сценарист, продюсер, художник, архитектор, арт-директор Профессионального Союза Художников России,
сопредседатель жюри международного конкурса «Искусство. Совершенство. Признание»,
Член-корреспондент Российской академии художественной критики,
Член Федеральной комиссии по культуре Центрального координационного совета сторонников партии «Единая Россия»,
Генеральный продюсер московского театра «Avalon Ars Terra»,
Почетный деятель искусств России.

## Биография
Екатерина Тардиф родилась в Москве 7 сентября 1978 года. Родители: отец — Филиппов Владимир Зиновьевич, архитектор, скульптор, писатель, член Союза писателей России. Мать — Рыскова Татьяна Викторовна, архитектор.
В 1994 году Екатерина окончила школу с углубленным изучением иностранных языков № 51 в Москве. В 2000 году получила диплом магистра экономических наук Российской экономической академии им. Плеханова и одновременно училась в Московской международной высшей школе бизнеса (МИРБИС) и Институте коммерции и менеджмента (Institute of Commercial Management) в г. Боурмут (Англия).

## Работа и карьера
С 2000 по 2012 год Екатерина Тардиф занимала ответственные должности в ряде крупных российских компаний. Работала начальником отдела маркетинга группы «Сибирский алюминий», заместителем руководителя департамента по работе с крупными корпоративными клиентами центрального офиса «Альфа Банка», вице-президентом международной группы компаний «Allianz-Росно», советником генерального директора федерального государственного унитарного предприятия «Спорт-Инжиниринг» при Министерстве спорта Российской Федерации.
В 2008—2012 годах проживала во Франции в г. Канны, где являлась соучредителем строительно-девелоперской компании «Agence du Colombier».

## Архитектура
В 2006 году Екатерина Тардиф, в сотрудничестве с отцом, основала в Москве архитектурно-строительное бюро «The Crystal House». Среди крупнейших проектов бюро — частные жилые постройки в России и Франции, награждённые архитектурно-строительными премиями.

## Искусство и режиссура
Первым учителем в искусстве для Екатерины стал отец. Позднее, в разные годы, Екатерина посещала мастер-классы французского скульптора и художника Бернарда Рейбоза и мастер-классы по живописи российского художника Николая Седнина.
В 2013 году Екатерина Тардиф окончила программу обучения в Высшей школе кинорежиссуры (ESRA) во Франции. В 2015 году Екатерина Тардиф выступила режиссёром, автором сценария и продюсером полнометражного фильма «Точка невозврата».
С 2015 года Екатерина Тардиф входит в состав жюри международного конкурса «Искусство. Совершенство. Признание».

## Фильмография

### Режиссёр
- 2015 — Точка невозврата

### Сценарист
- 2015 — Точка невозврата

### Продюсер
- 2015 — Точка невозврата

## Награды
2006 г. Лауреат X Международной Архитектурной Премия «АРХИП» в номинации «Жилой интерьер».
2012 г. Лауреат Международной Премии «ЭЛИТАРХ». Награждена Орденом «ЭЛИТАРХ» Второй степени.
2013 г. Награждена Орденом «Петра Столыпина».
2014 г. Награждена медалью Ордена «Почетный гражданин России».
2015 г. Награждена Высшим Орденом общественного признания «Почетный гражданин России».
2015 г. Награждена Медалью Профессионального Союза Художников России.
2015 г. Лауреат Международной Премии «ЭЛИТАРХ». Награждена Орденом «ЭЛИТАРХ» Первой степени.
2015 г. Награждена медалью «За личное мужество».
2015 г. Награждена общественной наградой «Помним».
2016 г. Награждена званием «Почетный деятель искусств России».

## Выставки
2008 г. Галерея «Ардена», выставка «Зимний экспромт», Москва, Россия.
2010 г. Клуб «Pacha-Moscow», персональная выставка живописи, Москва, Россия.
2011 г. Галерея «Dupon». Выставка победителей международного конкурса современного фотоискусства «PX3 PRIX DE LA PHOTOGRAPHIE PARIS», Париж, Франция.
2011 г. Галерея «Sambenedetesse». XVI Международная биеннале современного фотоискусства. Сан Бенедетто Дель Тронто, Италия.
2012 г. Галерея «Ардена». Международный арт-проект «Шедевры будущего и настоящего» Произведения выдающихся современных художников и антикварная живопись XVIII—XX века. Москва, Россия.
2012 г. Галерея «Trierenberg Super Circuit» Выставка лауреатов Международного салона современного визуального искусства. Линц, Австрия.
2013 г. «Формула Востока». Выставочный комплекс «Сокольники», Москва, Россия.
2013 г. Благотворительная выставка — аукцион по продаже картин в пользу строительства детского дома Николо-Перервинской обители, Москва, Россия.
2014 г. «Атмосфера Творчества». Выставочный комплекс на Тишинской площади, Москва, Россия.
2015 г. Проект Департамента культуры г. Москвы «Ночь в Музее» и благотворительный аукцион по продаже картин в Международном фонде славянской письменности и культуры. Москва, Россия.